# 鹿児島おはら節

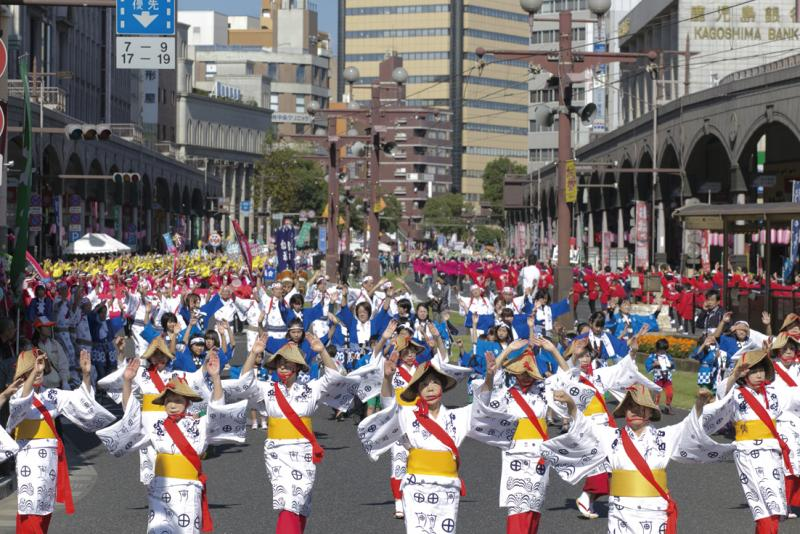
鹿児島おはら節をおはら祭の総踊りで踊る踊り連

鹿児島おはら節（かごしまおはらぶし）は、日本国鹿児島県の民謡。おはら節、小原節、小原良節とも書かれる。鹿児島民謡の代表格とも言われ、鹿児島市で行われるおはら祭、東京都渋谷区で行われる渋谷・鹿児島おはら祭などでは、この鹿児島おはら節の旋律にのせて踊り手が踊りを披露する。
「花は霧島 煙草は国分 燃えて上がるは オハラハー 桜島」の歌い出しで有名であるが、1番以降の歌詞は歌い手により少々の差異がある。

## 由来
おはら節という名称の由来には諸説あるが、最も有力な説に琉球侵攻に従軍した日向国安久村（現在の宮崎県都城市安久町）の郷士が戦地で士気を鼓舞するために歌った「安久節」が、鹿児島近在の原良村の郷士（現在の鹿児島市原良）によって歌い継がれ、それらが鹿児島県全体に広がり、発祥地である「原良」に「小」を冠称して「小原良節」と呼ばれるようになったという説がある。
その他にも日本各地の港町で歌われていた「おはら節」や「おわら節」が伝わり、鹿児島で広がったものであるという説や、およそ700年前（1950年時点）から原良を発祥として歌われており、旧暦3月10日を中心に開かれていた花見会の初日に行われていた霧島神宮参拝の際に歌われていたという説がある。

## 歴史

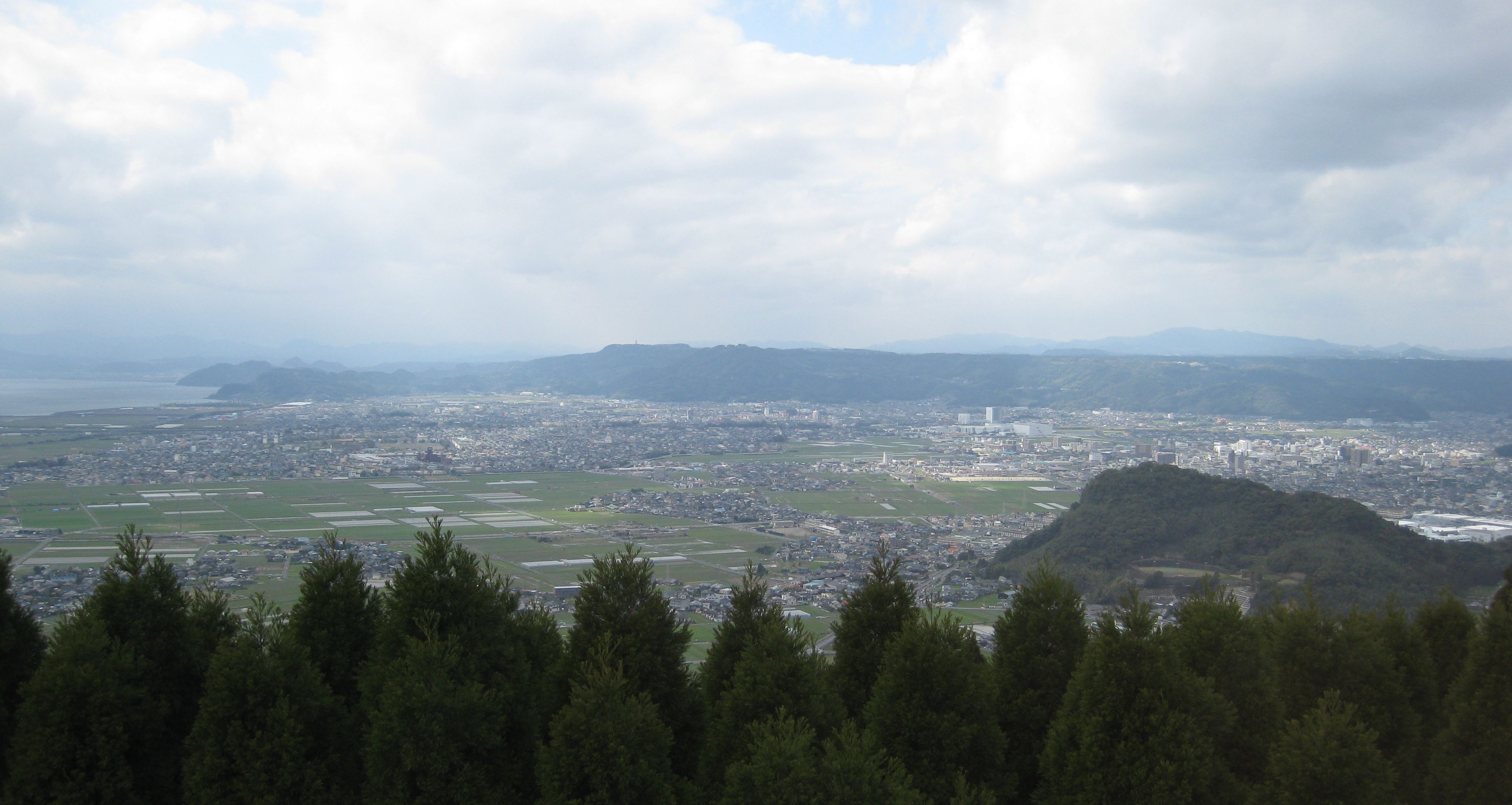
歌詞中に登場する国分。国分平野では古くより煙草の生産が盛んであった

### おはら節の発祥
おはら節が歌われるようになったのは江戸時代の初期であるとされている。
という歌詞があるが、鹿児島おはら節が歌われるようになった江戸時代初期には鹿児島や国分では煙草が栽培されていたが、その後薩摩藩では煙草の栽培、喫煙などを禁止する動きがあった。
その後も何度か禁止令が出たが、島津家の家中の間でも喫煙をする習慣があり、栽培及び売買禁止令もやがて廃れ、再び国分（現在の霧島市国分地域）の地では煙草の栽培が盛んにおこなわれるようになり、煙草の生産地として全国的に知られるようになったとされる。

### 昭和初期の全国的流行から現代
鹿児島県西之表市出身の歌手及び芸者の新橋喜代三によって1933年（昭和8年）から1934年（昭和9年）の間に（発売年には諸説あり）レコード化されたのがきっかけとなり全国的に流行した。その他にも小林旭、くるりなどによってカバーされている。
1949年（昭和24年）より鹿児島市制60周年記念として鹿児島市にておはら祭が始まり、祭りの総踊りでおはら節が踊られるようになった。
1988年（昭和63年）に鹿児島市原良町の企業が発祥の地である原良町に「おはら節発祥の地」像を建立したが、2011年（平成23年）に企業が移転することとなり、像は犬迫町の個人が企業から譲り受け一時的に保管されることとなったが、2012年（平成24年）に原良城西町内会が原良二丁目にある原良第二公園への像の設置を計画し、所有者からおはら祭振興会に像が寄贈され、原良第二公園に移設された。
また、九州新幹線が全線開業した2011年3月12日より鹿児島中央駅終着時及び発車時に流れる車内メロディ や新幹線が発車する際にホームで流れる発車メロディとして鹿児島おはら節のメロディをアレンジしたものが導入された（アレンジは向谷実が手掛けた）。

## 鹿児島おはら節を歌唱した歌手

昭和初期に鹿児島おはら節をレコード化した新橋喜代三

- 新橋喜代三 - 本曲をレコード化し、全国的に有名となるきっかけを作った。
- 小林旭 - 『鹿児島おはら節／アキラのズンドコ節』のA面に収録されており、B面のアキラのズンドコ節などと共に映画「海を渡る波止場の風」の主題歌となっている。
- くるり - 2011年リリースのベスト盤『ベスト オブ くるり / TOWER OF MUSIC LOVER 2』に収録。
- AI - 九州旅客鉄道の「鹿児島、沸いてます」プロモーションCM曲として2013年3月から使用された[12]。

## 歌詞

### 鹿児島おはら節
1. （ハ ヨイヨイ ヨイヤサ）
花は霧島 煙草は国分
（ハ ヨイヨイ ヨイヤサ）燃えて上がるは オハラハー 桜島
（ハ ヨイヨイ ヨイヤサ）※　以下唄ばやし同様
2. 雨の降らんのに 草牟田川濁る
伊敷原良の オハラハー 化粧の水
3. 見えた見えたよ 松原越しに
丸に十の字の オハラハー 帆が見えた
4. おけさ働け 来年の春は
とのじょ持たせる オハラハー よか青年を
5. 伊敷原良の　巻揚の髪を
髪を結うたなら オハラハー なおよかろ
6. 雨の降る夜は おじゃんなと言うたに
濡れておじゃれば オハラハー なお可愛い
7. 桜島には 霞がかかる
私ゃ貴方に オハラハー 気がかかる
8. この地去っても 夢路に通う
磯の浜風 オハラハー 桜島
9. 抱いて 寝もせず 暇もくれず
つなぎ船かよ オハラハー わしが身は
10. 月のひょいと出を　夜明けと思うて
主を帰して オハラハー 気にかかる
11. 薩摩西郷さぁは 世界の偉人
国のためなら オハラハー 死ぬと言うた
12. 可愛いがられて 寝た夜もござる
泣いて明かした オハラハー 夜もござる
13. 私ゃ原良の袢纏育ち
長い着物にゃ オハラハ― 縁がない
14. 竹にスズメは 仙台さんの御紋
丸に十の字は オハラハー 薩摩様
15. おごじょコラコラ 手拭いが落ちた
持たん手拭い オハラハー なに落ちんか
16. 兵児の意気地も おごじょが縋りゃ
あたら朱鞘}も オハラハー 抜きゃならぬ

【唄ばやし】
- 今来た青年どん よか青年どん
相談かけたら はっちこそうな 青年どん
- どっからからな 鹿児島からな
つけもやらずに よう来たさまじゃ
- 段々畑のさや豆が 一さや走れば みな走る
私ゃお前さぁに ついて走る
- エーヤッサヤッサ 大根のヤッサ 切らすの高さ おかべたかどん 金もうけじゃんさお
こげなこっつぁ めってなござらん めってござれば からだもたまらんさ
- 道端大根引かずばどすかい
好いたすさまの 袖引かずばどすかい
- 谷山下町通れば 蛸が吸い付く おごが抱っつく
こげなこっつは滅多にごわはん 滅多ござればからだがたまらん
- ちゃんちゃん茶釜の 蓋取る間もない 
可愛い男の 袖引く間もない

### 安久節
1. 安久節なら 尻高うつぶれ
前は泥田で オハラ深うござる
（ヤッサ　ヤッサ）※ 以下唄ばやし繰り返し
2. 武士も武士武士 安久武士は
都州島津の オハラ侍じゃ
3. 見れば琉球のお城のまわしは
尻をつぶらにゃ オハラ攻められぬ
4. 進め進めよ 我ら続け
城を落すは オハラ安久武士
5. 安久武士なら 脇差ゃいらぬ
精神の刃で オハラ敵を切る
6. 安久節なら 枕はいらぬ
互い違いの オハラ腕枕
7. 床の掛絵に 小梅と書いて
あなた鶯 オハラ来て止まれ
8. 御息女 こらこら　簪落ちた
持たぬ簪ゃ オハラ落ちはせぬ
9. 好いたお方に 酒さす時は
金の茶碗に オハラなみなみと
10. 武士といえども 強いが武士か
情けあるのが オハラ武士じゃもの
11. 船は船でも 島津の船は
丸に十の字の オハラ軍船
12. 様と暮らせば 唐芋も米よ
欠けた茶碗も オハラよか茶碗
13. お方持ちゃはんか よか人が居んど
仕事好かんとの オハラ朝寝ごろ
14. お方しばし待て 手拭いが落ちた
持たん手拭いが オハラなぜ落ちた
15. おはんはっちこか 太鼓三味ゅかろて
どこも日が照る オハラ天が下
16. 好いたそ様に 田の草取らせ
涼し風吹け オハラ空曇れ　

＜唄ばやし＞
- ヤッサヤッサ
コラ 大根のヤッサ 切らずにぬそかい
一刀両断気持よか
ヤッサヤッサ
- ヤッサヤッサ
川端石じゃが 起こせば蟹じゃ
蟹の生焼きゃ食傷の元じゃ
ヤッサヤッサ
- ヤッサヤッサ
お前さんの頃じゃ 気のよい頃じゃ
髪に火がつく 覚えん頃じゃ
ヤッサヤッサ
- ヤッサヤッサ
どっからからな　鹿児島からな
つけもやらんこち よう来た様じゃ
ヤッサヤッサ

## 関連作品
- 西郷輝彦のシングル「青年おはら節」（1965年1月1日発売）に鹿児島おはら節のアレンジ曲である「青年おはら節」が収録されている。
- 森昌子の歌謡集「森昌子傑作民謡第二集」（1977年1月21日発売）に鹿児島おはら節が収録されている。
- くるりのベスト・アルバムの「ベスト オブ くるり -TOWER OF MUSIC LOVER 2-」（2011年6月29日発売）の中に鹿児島おはら節が収録されている。
- 竹川美子のシングル「花しのぶ」（2011年8月24日発売）の中に美子のおはら節が収録されている。
- 長渕剛のアルバム「Keep on Fighting」(2004年発売)の中に「桜島」

が収録している。歌詞におはら節の1節が引用されている。